# Béla Uitz
Béla Uitz (Mehala, Transilvania, 8 de marzo de 1887 - Budapest, 26 de enero de 1972) fue un artista húngaro vinculado a la vanguardia de su país y componente de los MA-ists.

## Biografía
En 1908 se trasladó hasta Budapest, donde empezó trabajando como cerrajero a la vez que asistía a cursos de pintura. En 1915 se aproximó a Lajos Kassák al contraer matrimonio con su hermana, lo cual le llevó a entrar en contacto con la revista MA, en la que se publicarían algunos de sus trabajos, y de la que más tarde acabaría siendo co-redactor junto con Kassák.
Representó un papel activo durante la Comuna de 1919, y tras ello fue encarcelado y se vio obligado a exiliar a Viena. En 1921 viajó a Berlín y a Moscú, donde entabló relaciones con los artistas de vanguardia rusos. En 1922 se desvinculó de su cuñado y fundó su propia revista en Viena. Entre 1924 y 1926 vivió en París y colaboró con varias publicaciones comunistas. En 1926 se trasladó a la antigua URSS, donde fue secretario en la Oficina Internacional para pintores revolucionarios. Allí vivió hasta su regreso a Hungría en 1970.
En la actualidad, sus obras pueden encontrarse repartidas por diferentes museos internacionales, como el Albertina de Viena, el Palacio Pitti de Florencia, el Hermitage de San Petersburgo o la Galería Nacional Húngara, entre otros.